# Hockessin
Hockessin (ˈhoʊkɛsɨn ) è un census-designated place (CDP) degli Stati Uniti, situato nella Contea di New Castle nello stato del Delaware. La popolazione nel 2000 era di 12 902 abitanti. Il nome del luogo potrebbe derivare dal termine Lenape "hòkèsa", che significa "pezzi di corteccia" oppure da una cattiva interpretazione di "occasione", pronunciata dai primi Quaccheri che per primi colonizzarono l'area.

## Storia
Hockessin affonda le proprie radici al 1688, fondata da un piccolo gruppo di quaccheri. In questi anni si sta rivelando una delle maggiori aree di crescita demografica ed economica dell'intero Delaware. A partire dal 1990 infatti, la popolazione è triplicata.

## Geografia fisica
Secondo i dati dello United States Census Bureau, il CDP di Hochessin si estende su una superficie di 26,0 km², quasi completamente occupati da terre, mentre le acque corrispondono solo allo 0,10% del territorio.

## Popolazione
Secondo il censimento del 2000, a Hockessin vivevano 12 902 persone, ed erano presenti 3 731 gruppi familiari. La densità di popolazione era di 496,7 ab./km². Nel territorio comunale si trovavano 4 575 unità edificate. Per quanto riguarda la composizione etnica degli abitanti, l'88,82% era bianco, il 2,65% era afroamericano, lo 0,07% era nativo, e il 7,16% era asiatico. Il rimanente 1,30% della popolazione infine appartiene ad altre razze o a più di una. La popolazione di ogni razza proveniente dall'America Latina corrisponde all'1,99% degli abitanti.
Per quanto riguarda la suddivisione della popolazione in fasce d'età, il 26,9% era al di sotto dei 18 anni, il 4,7% fra i 18 e i 24, il 24,5% fra i 25 e i 44, il 28,7% fra i 45 e i 64, mentre infine il 15,3% era al di sopra dei 65 anni d'età. L'età media della popolazione era di 42 anni. Per ogni 100 donne residenti vivevano 95,6 maschi.

## Hockessin nella TV
- In un episodio della serie 30 Rock, due personaggi si accordano per incontrarsi a metà strada fra New York e Washington, e successivamente affermano di trovarsi a "Hockessin", ma in Pennsylvania. Nella realtà Hockessin si trova davvero a metà strada fra le due città, ma si trova solo al confine con il Pennsylvania.

## Galleria d'immagini
- Wikimedia Commons contiene immagini o altri file su Hockessin

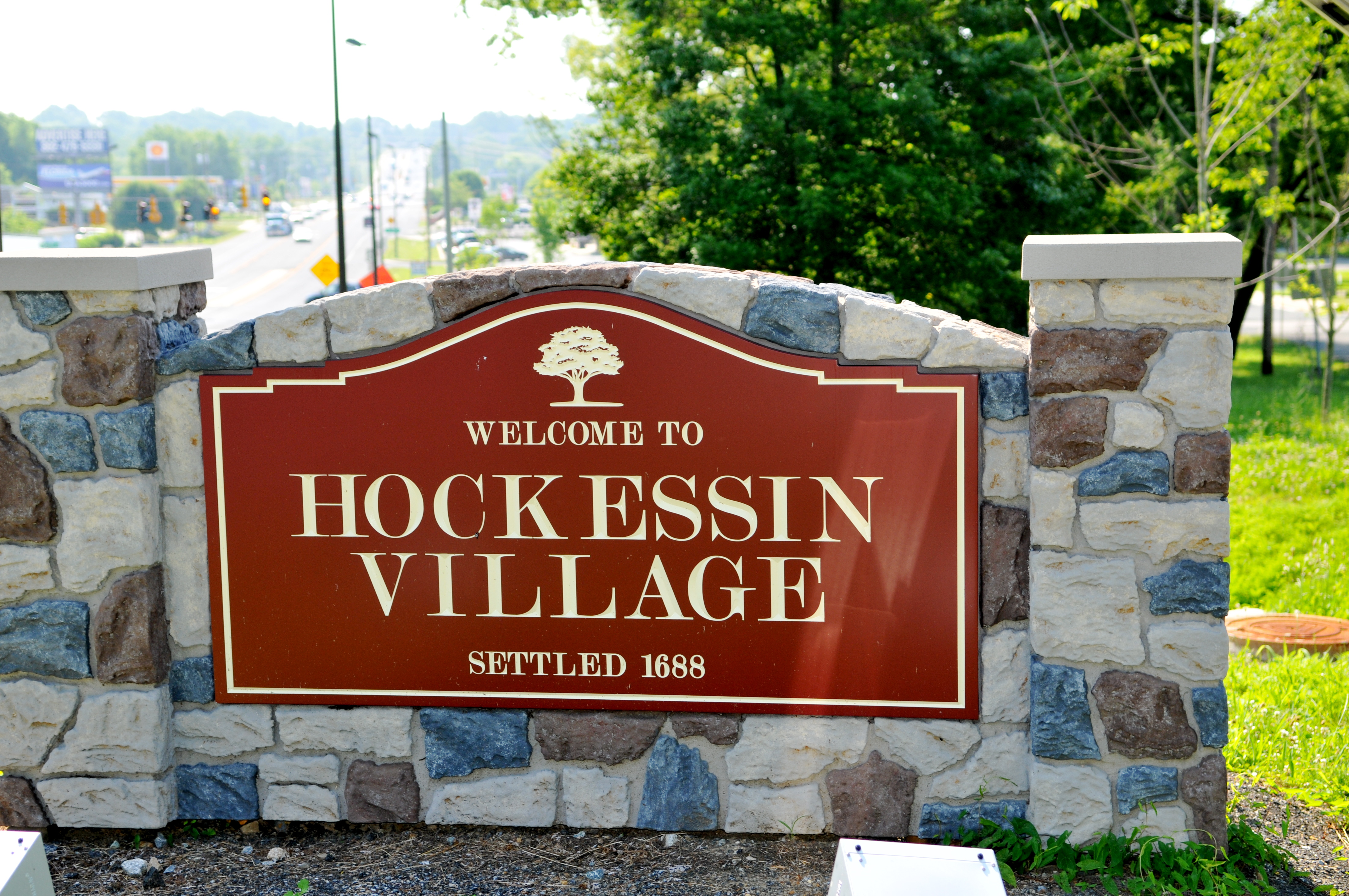
Cartello di benvenuto a Hockessin sulla Delaware Route 41.
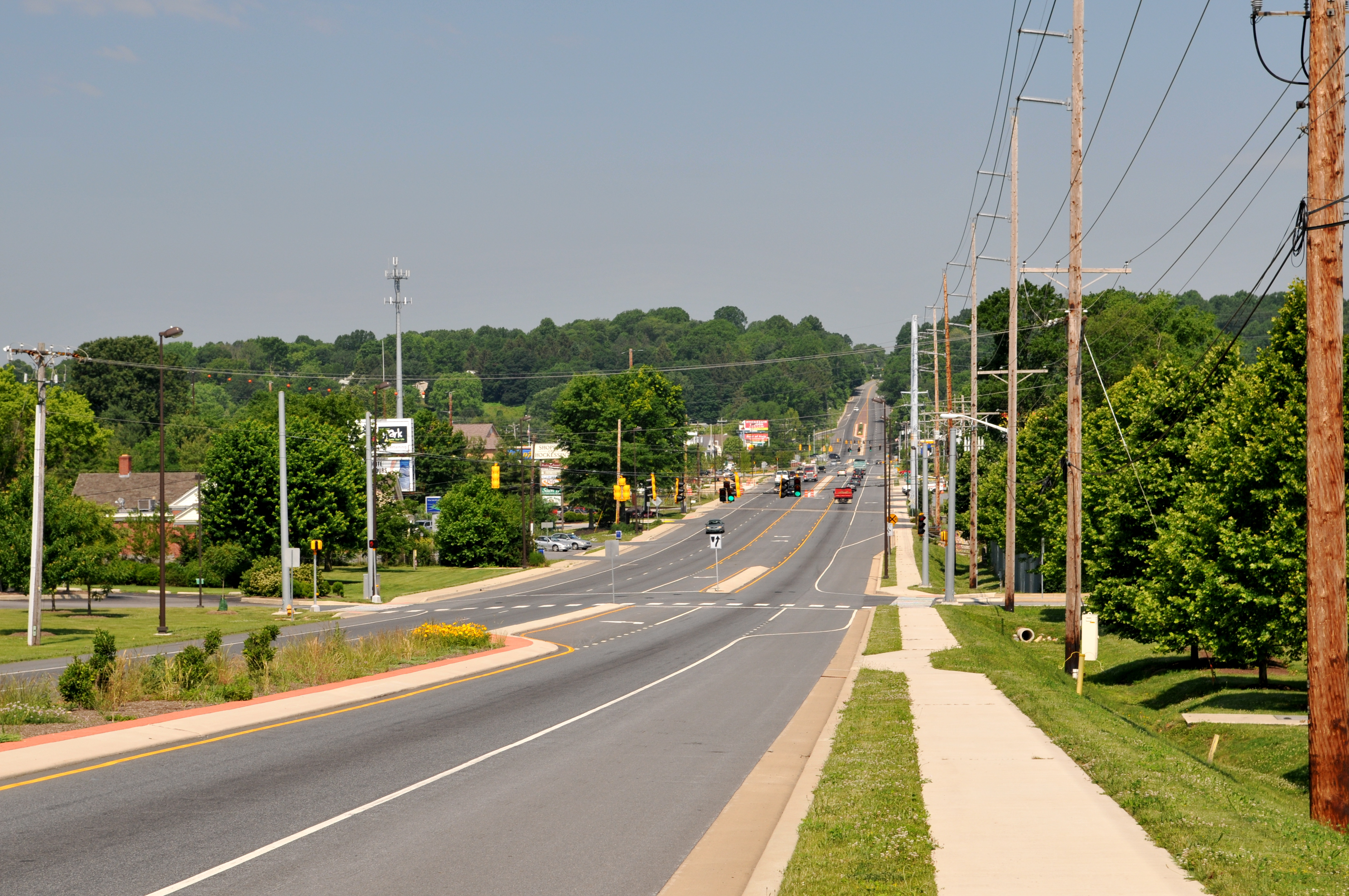
La Lancaster Pike (Delaware Route 41) nel quartiere commerciale.
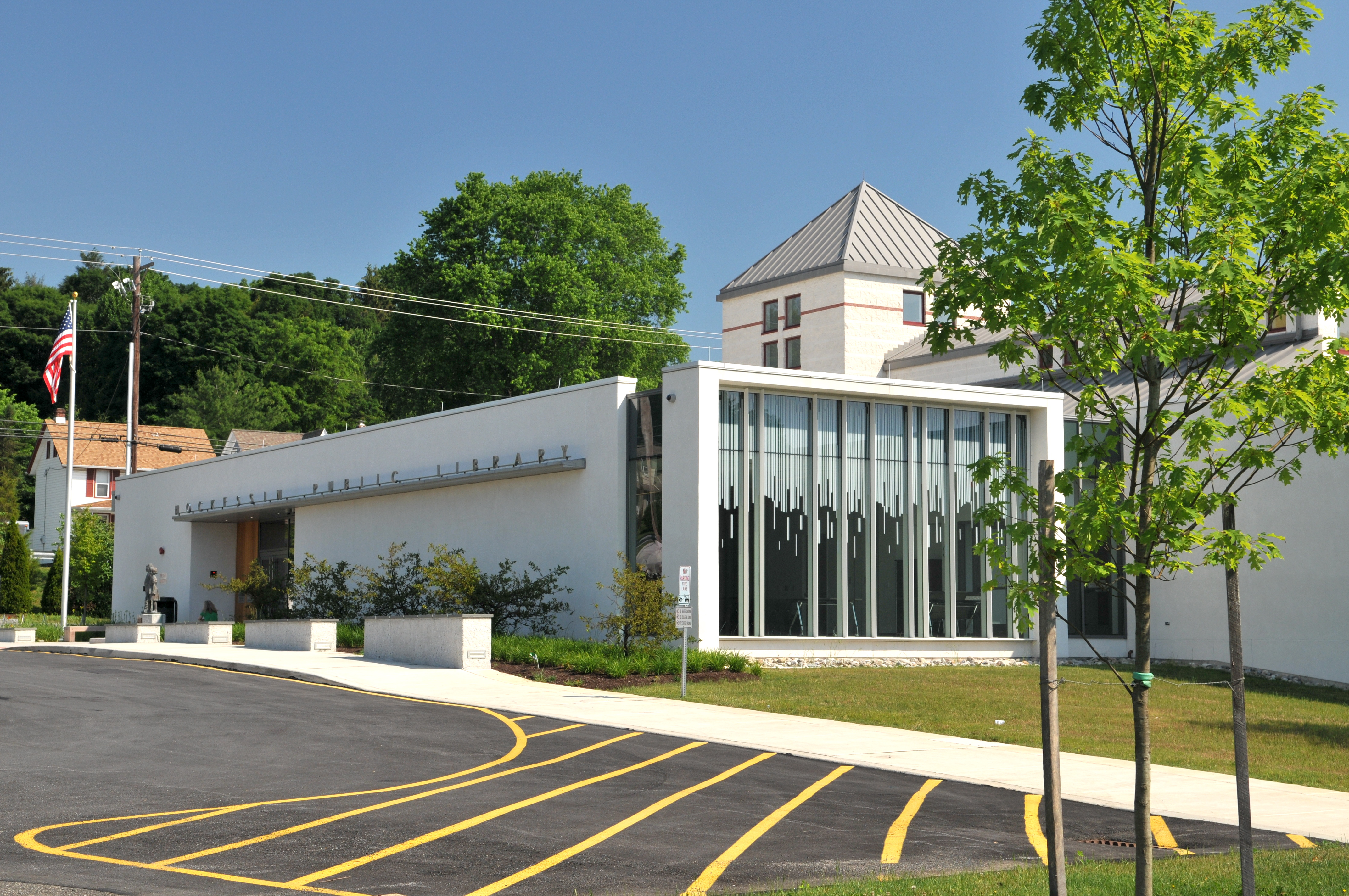
La nuova biblioteca comunale.
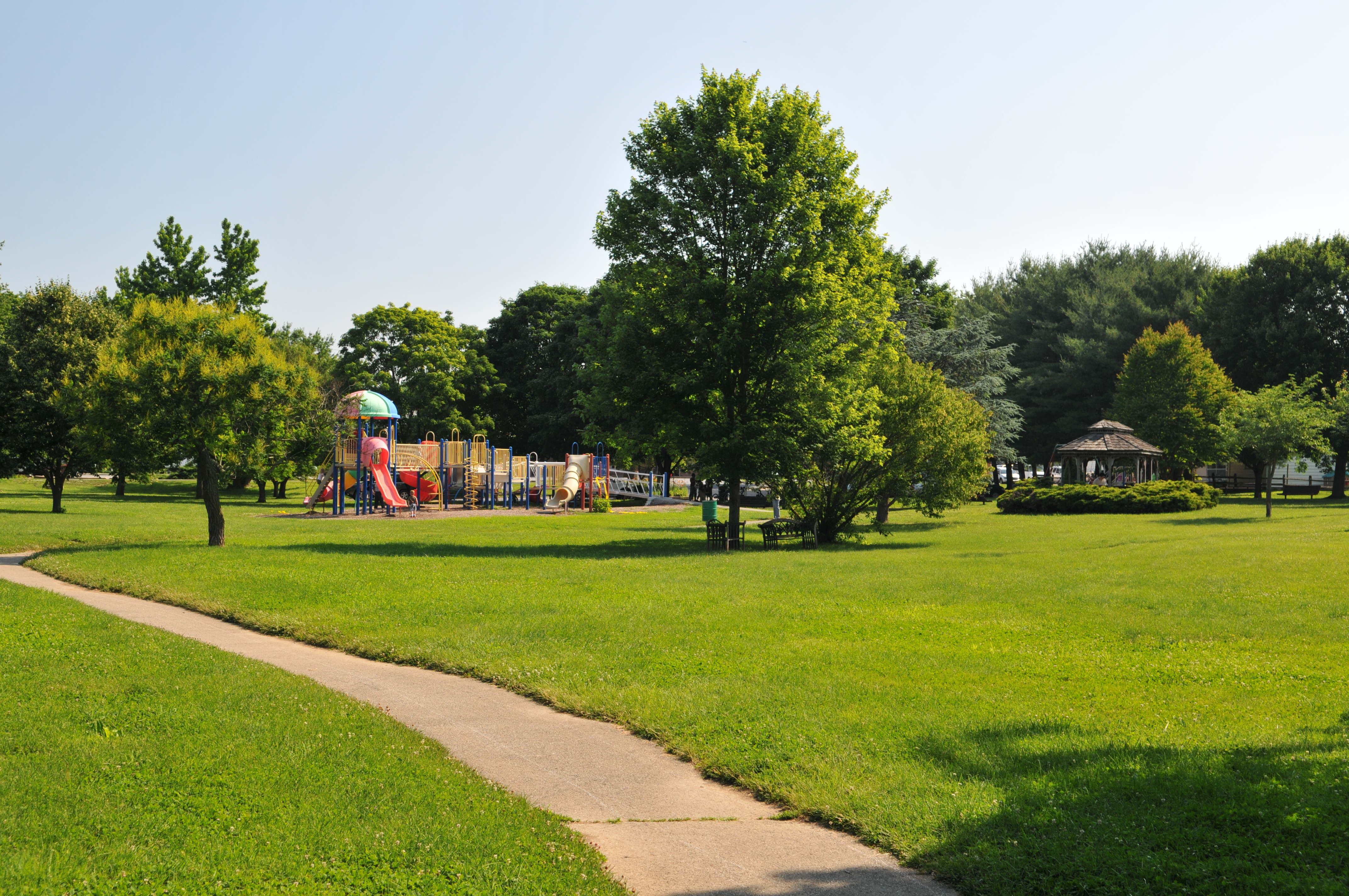
Lo Swift Memorial Park di Hockessin.